# Cachao López
Israel López (La Habana, 14 de septiembre de 1918, Coral Gables - Miami, 22 de marzo de 2008), conocido monóminamente como "Cachao", fue un músico y compositor cubano. Se convirtió en una leyenda de la música cubana con su magistral manejo del contrabajo y se destacó por sus actuaciones musicales en el mambo y el jazz afrocubano. Su talento lo llevó a obtener dos premios Grammy (en 1995 y 2005), un Grammy latino en 2003, el título de Doctor Honoris Causa otorgado por el prestigiado Berklee College of Music y una estrella en el Paseo de la Fama de Hollywood. Ha sido descrito como "el inventor del mambo". Se le considera un maestro de la descarga (improvisaciones en vivo). 

## Biografía
Cachao nació en una familia de músicos. Por lo menos 35 miembros de su familia tocaban el contrabajo. A los trece años, ingresó a la Orquesta Filarmónica de La Habana, donde tocaban su padre y su hermano mayor y en la que permaneció por 31 años. "Cachao" salió de Cuba en 1962 con una larga lista de éxitos y aseguró en una entrevista concedida el 2007 que si no fuera por su compatriota y colega Dámaso Pérez Prado "no se hubiera escuchado el mambo mundialmente". Su primera parada fue Madrid, donde permaneció un año antes de emigrar a Estados Unidos. En ese país residió en las ciudades de Nueva York, Las Vegas y Miami.
López también tocaba el bajo acústico con su hermano, el multi-instrumentista Orestes López. Ambos compusieron literalmente más de 3.000 canciones juntos y fueron muy influyentes en la música cubana desde los años 1930 a la década de 1950. Crearon el "Danzón de Nuevo Ritmo" hacia el año de 1937, el cual transformó el estilo del danzón. Mediante la introducción y popularidad de otro género el son cubano llevó a Pérez Prado a desarrollar el nuevo género musical mambo.[cita requerida]
Su sobrino, Orlando "Cachaíto" López se convirtió en uno de los pilares del famoso Buena Vista Social Club.[cita requerida]
Cachao tocó con artistas como Tito Puente y Tito Rodríguez, y su música ha aparecido en películas como La jaula de las locas, y la banda sonora del videojuego Grand Theft Auto: Vice City. Colaboró también con la gran cantante española María Dolores Pradera en la interpretación de Lágrimas negras. El actor Andy García produjo un documental titulado Cachao ... Como Su Ritmo No Hay Dos en 1993 acerca de su música. También compartió escenarios con Celia Cruz y su esposo Pedro Knight, así como con el trombonista Generoso Jiménez. Realizó su última colaboración musical con Gloria y Emilio Estefan en el álbum de la cantante titulado 90 Millas.[cita requerida]
López falleció en la mañana del 22 de marzo de 2008 en Coral Gables, Florida, a la edad de 89 años, producto de complicaciones de una insuficiencia renal.

## Premios y reconocimientos
Ganó varios premios Grammy tanto por su propio trabajo y sus contribuciones en álbumes de estrellas de la música latina, incluyendo a Gloria Estefan. En 1995, ganó un Grammy por Master Sessions Volumen 1. En 2003, ganó un Grammy Latino al Mejor Álbum Tropical Tradicional Latina junto con Bebo Valdés y Patato por El Arte Del Sabor. Volvió a ganar un Grammy en 2005 por su trabajo ¡Ahora Sí!.[cita requerida]